# Bruno Gilbert
 (avril 2013).
Si vous disposez d'ouvrages ou d'articles de référence ou si vous connaissez des sites web de qualité traitant du thème abordé ici, merci de compléter l'article en donnant les références utiles à sa vérifiabilité et en les liant à la section « Notes et références ».
Bruno Gilbert est un animateur de radio français présent depuis le 15 juillet 2000 à l'antenne de Nostalgie.

## Biographie
En 1985, il travaille à Radio Solaris à Yvetot, puis à Dieppe FM, Fun Radio à Rouen, Radio Service à Rouen, RVS pendant 4 ans, Chérie FM en 1993, d'abord au morning, puis aux matinées et enfin aux après midis. À la rentrée 1997, il passe aux 6 h/12 h des week-ends. Lorsque NRJ Group racheta Nostalgie, la direction lui proposa d'intégrer ce format adulte où il anima les week-ends de 6 heures à midi. Il anime régulièrement des tranches en semaine en tant que « joker ». Il se voit confier la tranche 9 h/13 h des week-ends à la rentrée 2011, puis la tranche 10 h/15 h en avril 2013. Pour la rentrée radio 2013/2014, il anime la tranche 10 h/13 h toujours en week-end sur Nostalgie.[réf. nécessaire]
À la mi-mars 2014, Bruno Gilbert intègre la grille hebdomadaire de Nostalgie en se voyant confier la tranche 16 h/20 h du lundi au vendredi.[réf. nécessaire]
Selon les sondages radiophoniques, Bruno Gilbert est crédité d'1 280 000 auditeurs quotidiens en audience cumulée. (Médiamétrie 126 000, janvier 2018).[source insuffisante]
Il a collaboré au Cifap et à l'ISFJ / École des Medias à Paris.[réf. nécessaire]
Il est spécialisé dans l'animation événementielle, par exemple les Armadas à Rouen en 1999, 2003, 2008, 2013 et 2019, ainsi que les élections de Miss Rouen et  Miss le Havre.[réf. nécessaire]
Il participe en tant que chroniqueur musical à la chaîne Facebook et Youtube Positive TV.[réf. nécessaire]